# Fernandinho (ur. 1985)
Fernandinho, właśc. Fernando Luiz Rosa (ur. 4 maja 1985 w Londrinie) – brazylijski piłkarz, występujący  na pozycji defensywnego pomocnika w brazylijskim klubie Athletico Paranaense.

## Kariera klubowa
Fernandinho pochodzi z miasta Londrina leżącego w stanie Parana. Piłkarską karierę rozpoczął w klubie Athletico Paranaense z miasta Kurytyba. W jego barwach zadebiutował w 2003 roku w lidze brazylijskiej. W tym samym roku zajął z Athletico Paranaense 12. miejsce w lidze, a w 2004 roku został wicemistrzem Brazylii. W 2005 zajął 6. miejsce w lidze. W lidze brazylijskiej dla Athletico Paranaense wystąpił w 72 meczach i strzelił 14 goli.
W lipcu 2005 Fernandinho przeszedł do Szachtara Donieck, w którym spotkał kilku swoich rodaków, w tym niedawnego kolegę z Athletico Paranaense, Jádsona. W sezonie 2005/2006 Fernandinho zagrał w 23 ligowych meczach Szachtara i strzelił 1 bramkę w zremisowanym 2:2 meczu z Dnipro Dniepropietrowsk oraz pierwszy raz w karierze został mistrzem Ukrainy. W sezonie 2006/2007 został wicemistrzem kraju oraz wziął udział w fazie grupowej Ligi Mistrzów.
6 czerwca 2013 roku Fernandinho został sprzedany za 40 mln euro do Manchesteru City, z którym podpisał czteroletni kontrakt. W swoim pierwszym sezonie zdobył Puchar Ligi Angielskiej oraz mistrza Anglii, a także wystąpił w Lidze Mistrzów. Brazylijski pomocnik wystąpił w 33 meczach ligowych i strzelił w nich 5 bramek.

## Kariera reprezentacyjna
Fernandinho w swojej karierze występował w młodzieżowych reprezentacjach Brazylii w kategoriach U-18 i U-20. Z tą drugą w 2003 roku wziął udział w Młodzieżowych Mistrzostwach Świata. Był na nich podstawowym zawodnikiem, a w finałowym meczu z Hiszpanią zdobył jedynego gola spotkania i dzięki niemu Brazylia została mistrzem świata.
Po kapitalnym sezonie zaliczonym w Manchesterze w 2014 roku został powołany przez Luiza Felipe Scolariego do kadry na Mundial 2014 w Brazylii. 23 czerwca 2014 roku zdobył bramkę w wygranym 4:1 spotkaniu przeciwko reprezentacji Kamerunu.

## Sukcesy

### Sukcesy klubowe
Athletico Paranaense
- Wicemistrzostwo Brazylii: 2004
- Finalista Copa Libertadores: 2005

Szachtar Donieck

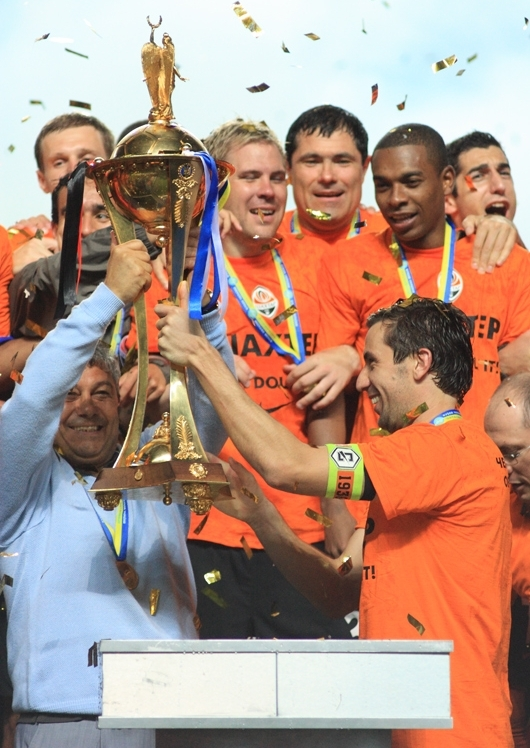
Fernandinho z pucharem Ukrainy w 2011 roku.

- Mistrzostwo Ukrainy: 2005/2006, 2007/2008, 2009/2010, 2010/2011, 2011/2012, 2012/2013
- Wicemistrzostwo Ukrainy: 2006/2007, 2008/2009
- Pucharu Ukrainy: 2007/2008, 2010/2011, 2011/2012, 2012/2013
- Finalista Puchar Ukrainy: 2007/2008, 2008/2009
- Superpuchar Ukrainy: 2008, 2010, 2012
- Finalista Superpucharu Ukrainy: 2006, 2007, 2011
- Puchar Pierwogo Kanału: 2006
- Puchar UEFA: 2008/2009

Manchester City
- Mistrzostwo Anglii: 2013/2014, 2017/2018, 2018/2019
- Puchar Anglii: 2018/2019
- Puchar Ligi Angielskiej: 2013/2014, 2015/2016, 2017/2018, 2018/2019, 2019/2020
- Tarcza Wspólnoty: 2018

### Reprezentacyjne
- Copa América: 2019
- Mistrzostwo świata U-20: 2003

### Indywidualne
- Król strzelców Pucharu Pierwogo Kanału: 2008
- Najlepszy piłkarz młodzieżowych Mistrzostw stanu Parana: 2002
- Najlepszy piłkarz Mistrzostw Ukrainy: 2007/2008
- Drużyna roku w Premier League według PFA: 2018/19

### Odznaczenia
- tytuł Zasłużonego Mistrza Sportu Ukrainy: 2009[5]
- Order „Za odwagę” III klasy: 2009[6].